# Rohri
Rohri (Sindhi:روهڙي , Urdu:روہڑی ) es una localidad de Pakistán, en la provincia de Sindh.

## Demografía
Según estimación 2010 contaba con 56233 habitantes.